# Goldhamster
Der Syrische Goldhamster oder kurz Goldhamster (Mesocricetus auratus) ist ein Säugetier aus der Unterfamilie der Hamster (Cricetinae). Das kleine vorderasiatische Verbreitungsgebiet der Art umfasst weniger als 20.000 km² in der Grenzregion von Syrien und der Türkei. Die Tiere bewohnen heute überwiegend fruchtbares Ackerland, auf dem Weizen, Gerste und andere Feldfrüchte angebaut werden. Der Bestand ist durch Lebensraumzerstörung und direkte Verfolgung rückläufig und möglicherweise fragmentiert, die IUCN führt den Syrischen Goldhamster daher als gefährdet („vulnerable“).
Goldhamster werden sehr häufig als Versuchs- oder Heimtiere gehalten. Neben der Wildform existieren diverse Zuchtvarianten.

## Kennzeichen

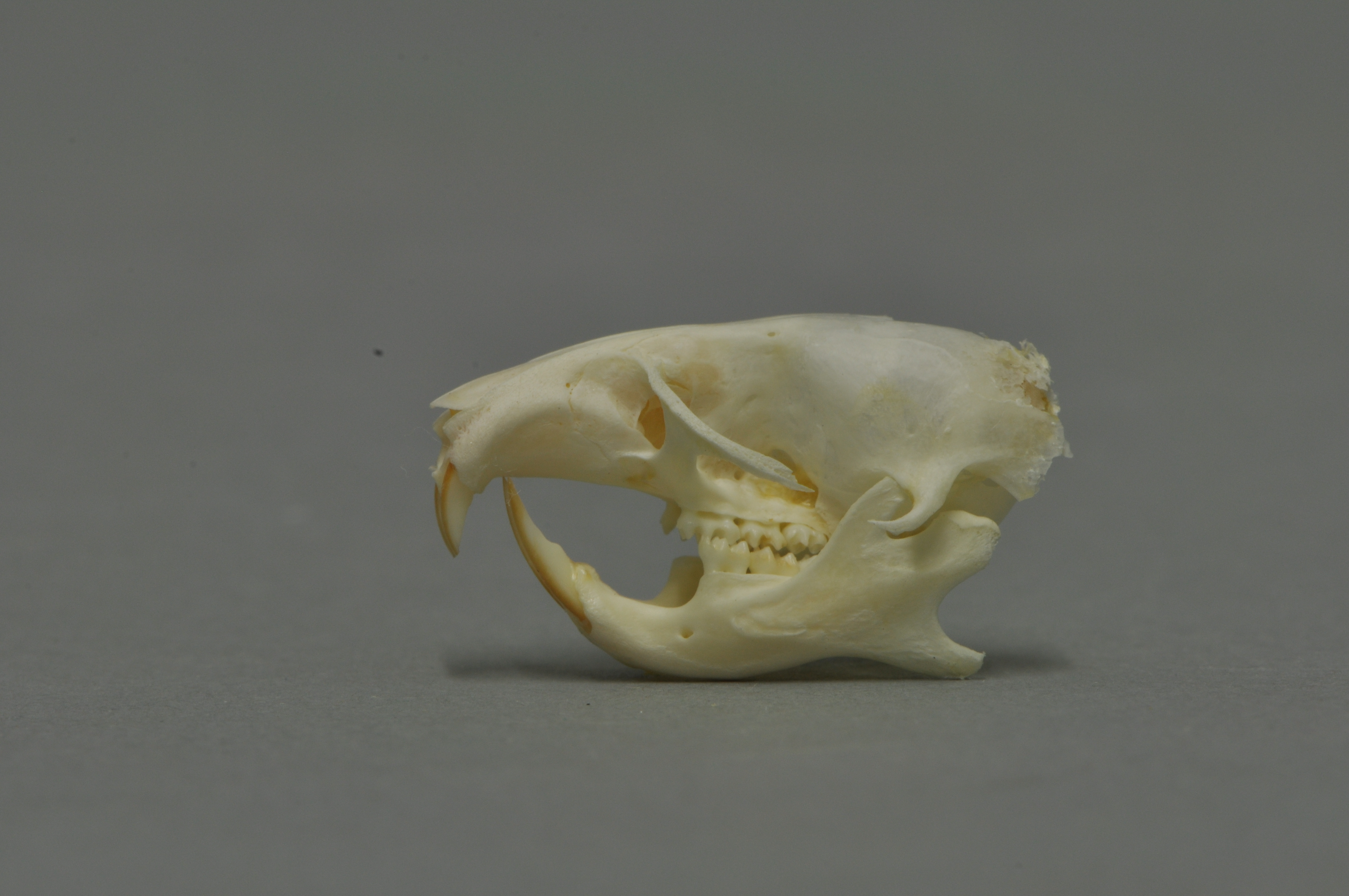
Schädel eines Goldhamsters aus der Sammlung des Museums Wiesbaden

Goldhamster sind  kleiner als der auch in Mitteleuropa heimische Feldhamster. Die Kopf-Rumpf-Länge beträgt 120–165 mm, die Schwanzlänge 13–15 mm, die Länge der Hinterfüße 19 mm und die Ohrlänge 21–22 mm. Die Tiere wiegen 80–150 g. Das Fell ist auf der Oberseite leuchtend rotbraun, die Rückenmitte ist etwas dunkler. Unterhalb der Ohren befindet sich ein schwarzer Streifen, häufig zeigt auch der Oberkopf einen schwachen dunklen Längsstreifen. Die Brust ist mehr oder weniger ausgeprägt dunkelbraun mit einem schmalen weißen Mittelband. Die übrige Unterseite ist cremeweiß.

## Verbreitung und Lebensraum
Das kleine vorderasiatische Verbreitungsgebiet der Art umfasst weniger als 20.000 km² in der Grenzregion von Syrien und der Türkei. Das Hauptverbreitungsgebiet ist die 10–15.000 km² große fruchtbare, ackerbaulich genutzte und dicht besiedelte Hochebene von Aleppo im Norden Syriens. In der Türkei ist die Art bisher nur an drei verschiedenen Lokalitäten nachgewiesen worden. Die türkischen und syrischen Vorkommen stehen möglicherweise noch miteinander in Verbindung; aufgrund der starken militärischen Präsenz in diesem Grenzgebiet sind Forschungen, die das bestätigen könnten, zurzeit jedoch sehr schwierig. Die Tiere bewohnen heute überwiegend Äcker, auf denen Weizen, Gerste und andere Feldfrüchte angebaut werden.

## Systematik
Eine Beschreibung des Goldhamsters wurde erstmals im Jahr 1797 publiziert, die Erstbeschreibung durch Waterhouse erfolgte 1839 anhand eines Museumsexemplares unbekannter Herkunft. Der Beleg befindet sich heute im Natural History Museum in London.

## Lebensweise
Im Gegensatz zum Verhalten der Heimtiere sind zumindest weibliche Goldhamster in der Türkei überwiegend am Tag außerhalb des Baus aktiv mit zwei deutlichen Aktivitätsgipfeln am Morgen zwischen 6:00 und 8:00 Uhr und am späten Nachmittag zwischen 16:00 und 19:30 Uhr. Die Tiere sind Einzelgänger und legen Erdbaue mit einem Eingang, einer Nestkammer und mehreren von dieser abzweigenden Tunneln an, die zur Urinabgabe und als Vorratskammern dienen. 18 in Syrien ausgegrabene Baue befanden sich 36 bis 106 cm, im Mittel 65 cm unter der Erdoberfläche. Das gesamte Tunnelsystem kann bis über 9 m lang sein. Die Art ist Allesfresser, die Nahrung besteht aus grünen Pflanzenteilen, Sämereien, Früchten und Insekten. Weitere Angaben zur Lebensweise der Art im Freiland liegen kaum vor; nach Beobachtungen von Bauern halten die Tiere von November bis Februar Winterschlaf. Ein Protein namens TRPM8 soll einen Winterschlaf begünstigen.

## Fortpflanzung
Die Fortpflanzung beginnt bei frei lebenden Goldhamstern im Februar. In Syrien wurde Ende März ein Weibchen mit zwei bis drei Wochen alten Jungtieren gefunden. 

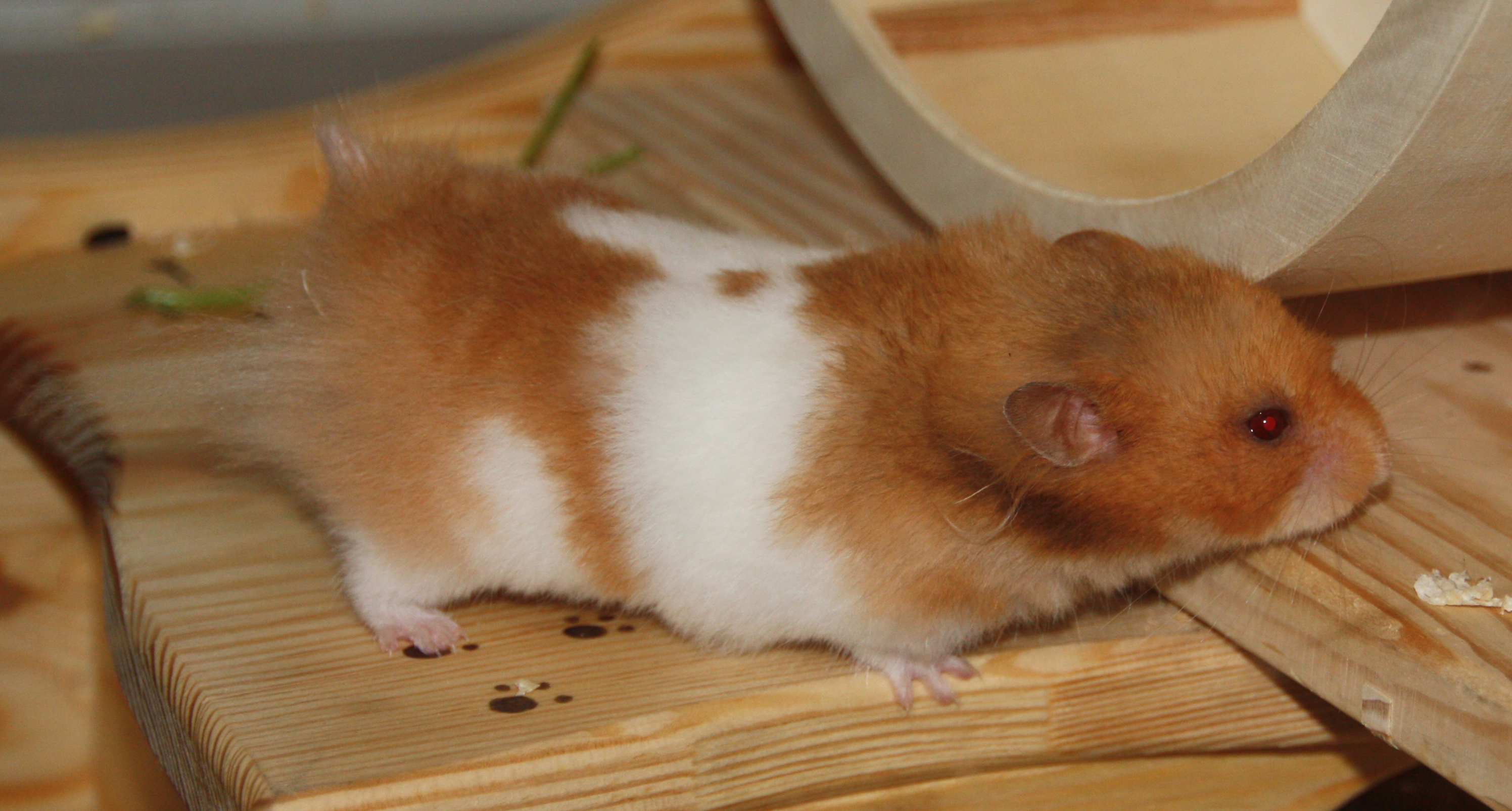
Deckstarre eines Teddyhamsterweibchens

Die Geschlechtsreife der Tiere tritt zwischen dem 35. und 45. Lebenstag ein. Die Tragezeit beträgt 16 bis 18 Tage, die Wurftstärke liegt bei 7 bis 14 Tiere. Weibchen können bis zu 10 Würfe pro Jahr auf die Welt bringen.

## Bestand und Gefährdung
Zumindest lokal sind Goldhamster offenbar häufig. Hauptbedrohung ist die Zerstörung des Lebensraumes durch den Bau von Siedlungen. In Syrien wird die Art außerdem von den Bauern als Schädling eingestuft und durch Fang und Vergiftung intensiv bekämpft. Der Bestand ist rückläufig und möglicherweise fragmentiert, die IUCN führt den Syrischen Goldhamster daher als gefährdet („vulnerable“).

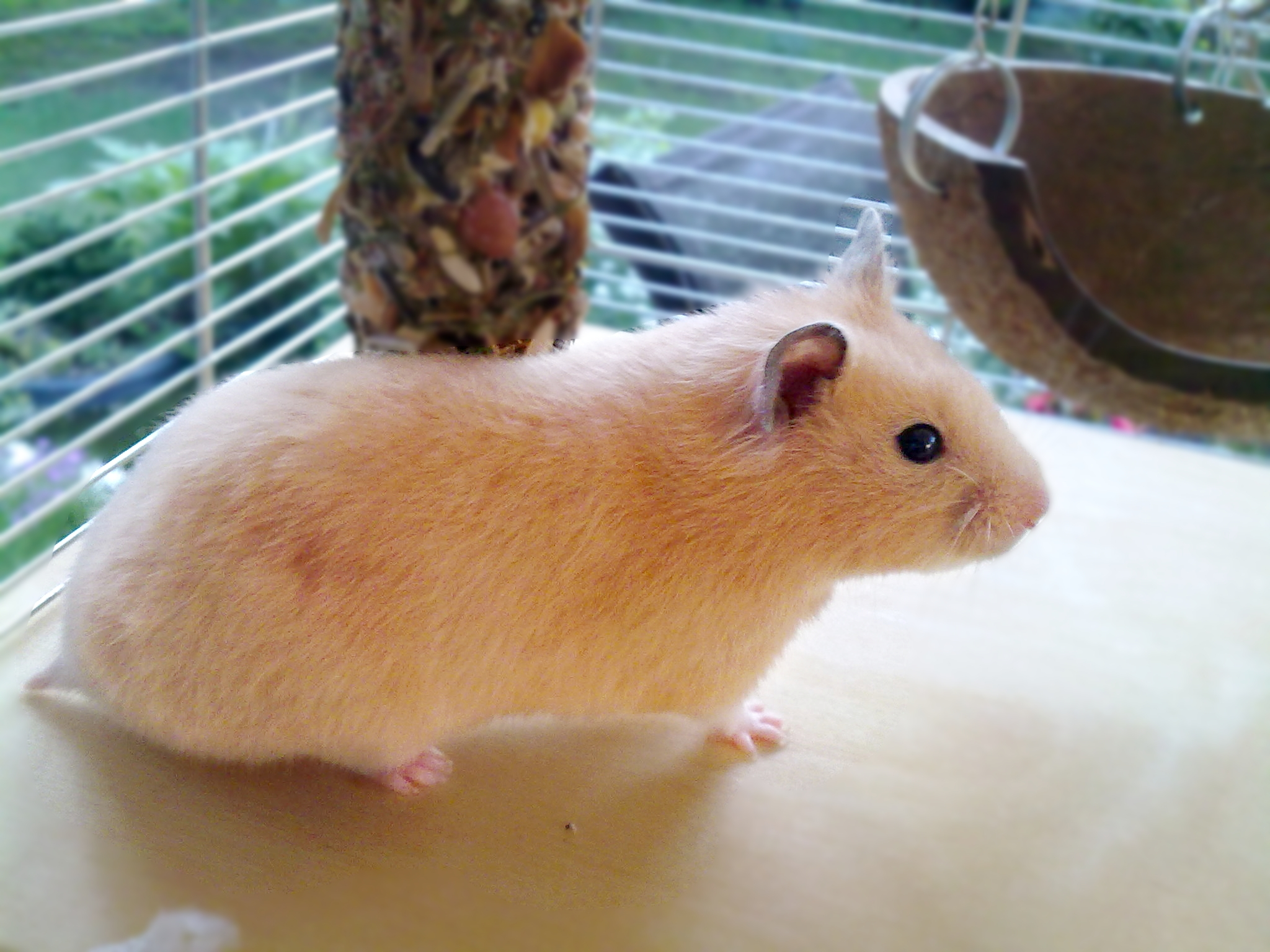
Goldhamster der Zuchtform „Cream“

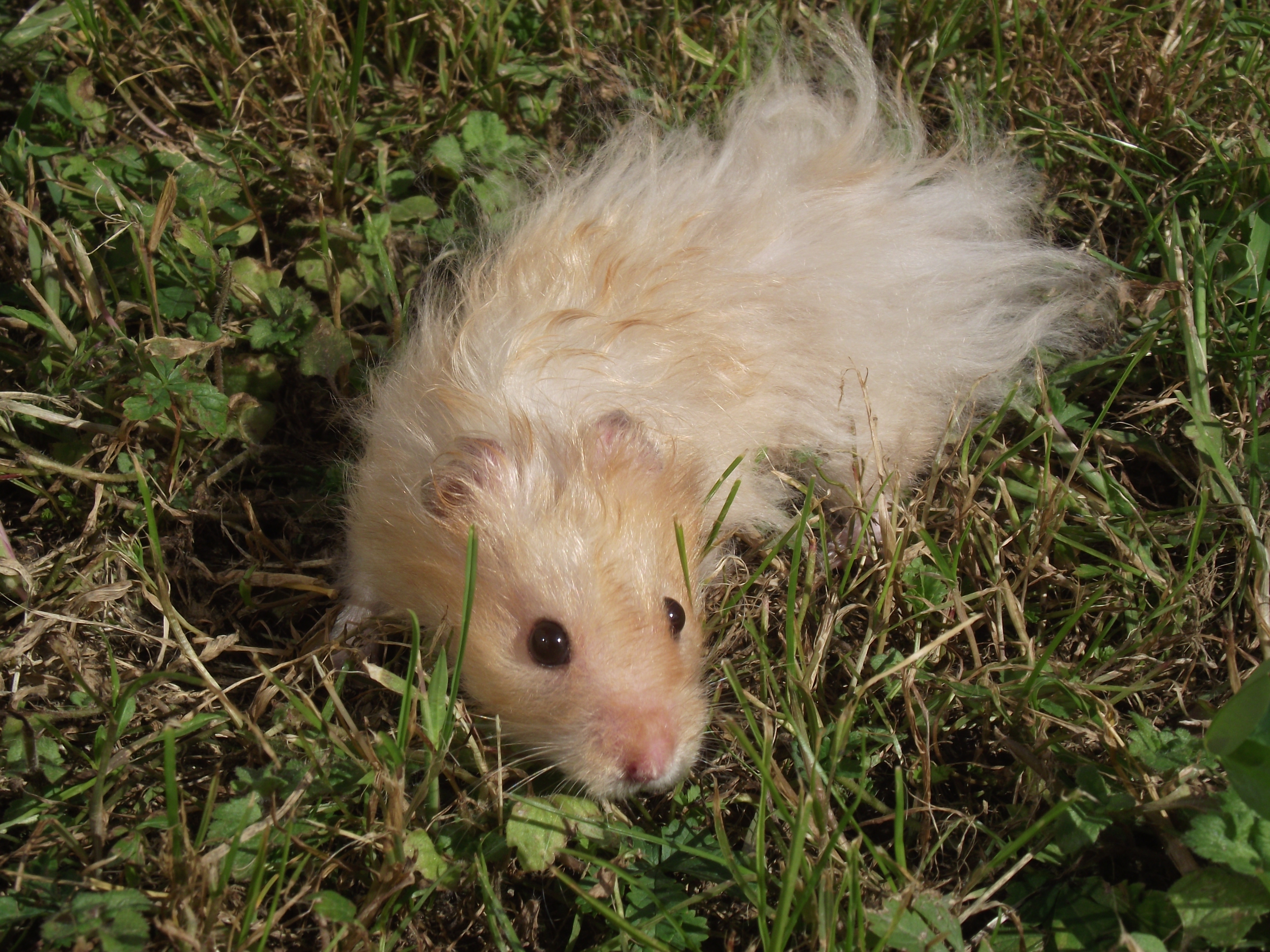
Goldhamster der Zuchtform „Teddy“

## Haltung
Im Jahr 1930 wurde von Israel Aharoni zur Begründung eines Zuchtstammes für Versuchstiere auf der Hochebene von Aleppo (Syrien) ein Weibchen mit elf Jungen gefangen, davon überlebten nur vier Jungtiere, drei Männchen und ein Weibchen. Diese wurden an der Hebrew University of Jerusalem vermehrt. Von ihnen stammten lange alle weiteren Goldhamster in Gefangenschaft ab, sowohl Versuchstiere als auch Heimtiere.
Im Jahr 1931 wurden Tiere nach England und Frankreich gebracht, 1937 wurden Goldhamster dann erstmals in England an private Halter abgegeben. 1938 wurden Tiere aus England in die USA exportiert. Erste Exemplare aus Zuchten in den USA kamen 1948 nach Deutschland, und seit Mitte der 1950er Jahre sind Goldhamster weltweit als Versuchstiere etabliert. Erst ab 1971 sind vereinzelt wieder Wildfänge aus Syrien in Zuchten eingebracht worden.
Heute zählt der Goldhamster zu den häufigsten Heimtieren. Gattermann gibt für Ende der 1990er Jahre allein für Deutschland etwa 1 Mio. als Heimtiere gehaltene Goldhamster an, für die westlichen Industrieländer insgesamt schätzt er die Zahl auf 7 bis 8 Mio.
In menschlicher Obhut beträgt die Lebenserwartung des Goldhamsters gewöhnlich 18 bis 24 Monate
und durchschnittlich etwa 20 Monate. Als Heimtiere gehaltene Goldhamster aus Zuchten sind meist deutlich heller als die Wildform, daneben gibt es heute zahlreiche Zuchtrassen mit anderen Färbungen und/oder, wie z. B. beim sogenannten „Teddyhamster“, mit längerer Behaarung. Mehrfarbig gezeichnete Goldhamster werden in Züchterkreisen „Scheckenhamster“ genannt, wobei diese z. B. weiße, „wildfarbene“, beige, braune oder schwarze Fellpartien aufweisen können.